# Josef Hörmann
Josef Hörmann (* 3. März 1892 in Lauingen (Donau); † 29. Oktober 1946 in Rastatt) war ein deutscher Politiker (NSDAP) und von April 1933 bis Dezember 1933 Kreisleiter der NSDAP im Oberamt Laupheim sowie von Juli 1944 bis Mai 1945 Kreisleiter der NSDAP im Landkreis Ehingen. Er wurde am 6. September 1946 in Rastatt vom Tribunal général im Rahmen der Rastatter Prozesse wegen Kriegsverbrechen zum Tode verurteilt und am 29. Oktober 1946 durch die Guillotine hingerichtet. Im Jahr 1950 wurde er im Rahmen eines nachträglichen Entnazifizierungsverfahrens als belastet eingestuft.

## Leben
Josef Hörmann wurde 1892 in Lauingen (Donau) geboren. Nach dem Besuch des Lehrerseminars war er ab 1912 als Lehrer in verschiedenen Volksschulen tätig. 1921 wurde er an die Volksschule in Hüttisheim bei Laupheim versetzt, wo er bis 1933 tätig war und dort auch den Dienst als Organist in der Pfarrei St. Michael versah sowie den örtlichen Kirchenchor leitete. Zum 1. August 1930 trat er in die NSDAP ein (Mitgliedsnummer 327.965). Zum 1. April 1933 wurde er nach Laupheim versetzt und dort vom Hauptlehrer zum Oberlehrer befördert. Die Ernennung zum Kreisleiter von Laupheim erfolgte kurz danach. Jedoch musste er das Amt des Kreisleiters bereits zum 31. Dezember 1933 wieder abgeben, da er das Amt nicht zur Zufriedenheit der Gauleitung des Gaus Württemberg-Hohenzollern in Stuttgart ausgeübt haben soll und der katholischen Kirche zu nahe stand. Zum 1. Juli 1934 wurde ihm die Stelle des Bezirksschulrats in Biberach an der Riß übertragen, wohin er dann auch mit seiner Familie zog.
Im Jahr 1939 wurde Hörmann zur Wehrmacht einberufen und bis 1944 als Flakoffizier in Afrika und im Deutschen Reich eingesetzt. Aufgrund eines Herzleidens wurde er auf Antrag der Gauleitung Württemberg-Hohenzollern der NSDAP vom Kriegsdienst freigestellt und am 15. Juli 1944 zum kommissarischen Nachfolger des verstorbenen Kreisleiters der NSDAP im Landkreis Ehingen, Franz Josef Zirn, ernannt. Als Hauptmann der Reserve erhielt er den Auftrag, den Volkssturm aufzubauen. Nachdem bekannt geworden war, dass bei einer Weihnachtsfeier 1944 christliche Lieder gesungen worden waren und Hörmann dies geduldet hatte, wurde er deswegen von der Gauleitung scharf gerügt.

## Verstrickung in Kriegsverbrechen
Bei Kriegsende im Jahr 1945 war Hörmann in Kriegsverbrechen im Raum Ehingen verstrickt.
So wurde, aufgrund einer Nachstellung, in der Nacht vom 14. April 1945 auf den 15. April 1945, der polnische Zwangsarbeiter Czeslaw Sykutowski, nach schweren Misshandlungen, öffentlich am Ehinger Groggensee gehängt, wobei hier der SS-Brigadeführer Christoph Diehm aus Rottenacker die örtlichen Parteifunktionäre bei der Entscheidung für das ohne gerichtliches Verfahren gefällte Todesurteil beeinflusst hatte. Dem Opfer wurde ein Schild mit der Aufschrift „Ein Pole, der es wagte, ein deutsches Mädchen zu belästigen“ umgehängt.
Am 20. April 1945 erreichte ein Eisenbahntransport mit KZ-Häftlingen Ehingen, wo es elf russischen und polnischen KZ-Häftlingen gelang, zu entkommen. Nachdem diese wieder gefasst werden konnten und ins Ehinger Amtsgerichtsgefängnis gebracht wurden, gab es von Hörmann und weiteren örtlichen NS-Funktionären Überlegungen, wie man sie verschwinden lassen kann. Auf Nachfrage bei der Gestapo-Außenstelle in Ulm gab diese jedoch die Auskunft, dass dies Angelegenheit der NSDAP-Kreisleitung in Ehingen sei. So wurde die Idee, sie zu vergiften, verworfen und beschlossen, sie im Gewann Wolfsgurgel an der alten Straße zwischen Ehingen und Altsteußlingen an einem abgelegenen Ort zu exekutieren. Da einer der Todeskandidaten bereits nach wenigen Metern zusammenbrach, wurde dieser in das Gefängnis zurückgebracht und kam dort in der folgenden Nacht ums Leben. Die übrigen Häftlinge mussten im Wald ihr eigenes Grab schaufeln, wobei dreien dabei die Flucht gelang. Die restlichen sieben Häftlinge wurden von einer in Ehingen einquartierten französischen Miliz der Vichy-Regierung exekutiert. Einer der entflohenen Häftlinge beobachtete die Hinrichtung und informierte später die französischen Besatzungstruppen darüber, welche zwei Monate später die Exhumierung der Erschossenen durch deutsche Kriegsgefangene anordneten. Diese wurden anschließend auf dem Ehinger Friedhof bestattet.

## Nach Kriegsende
Nach den Morden an dem polnischen Zwangsarbeiter und den KZ-Häftlingen floh Hörmann aus Ehingen mit dem Volkssturm in Richtung Allgäu zu seiner Schwester nach Legau und geriet dort, nachdem er sich gestellt hatte, nach der Kapitulation in amerikanische Kriegsgefangenschaft. Nach der Internierung im Kriegsgefangenenlager in Ludwigsburg wurde er aufgrund seines Wirkens in Ehingen und der Tatsache, dass Ehingen zur französischen Besatzungszone gehörte, am 1. Juni 1946 den französischen Besatzungsbehörden überstellt, welche ihn im Internierungslager Reutlingen inhaftierten.
Am 6. September 1946 wurde Hörmann, aufgrund der Kriegsverbrechen bei Kriegsende in Raum Ehingen, vom Tribunal général im Rahmen der Rastatter Prozesse zum Tode verurteilt und am 29. Oktober 1946 mit der Guillotine hingerichtet. Er wurde auf dem Friedhof Niederbühl in Rastatt bestattet.